# Rubus ulmifolius
Rubus ulmifolius (Schott, 1818) è una pianta spinosa appartenente alla famiglia delle Rosacee, i cui frutti, come per il rovo comune, sono noti come more.

## Etimologia

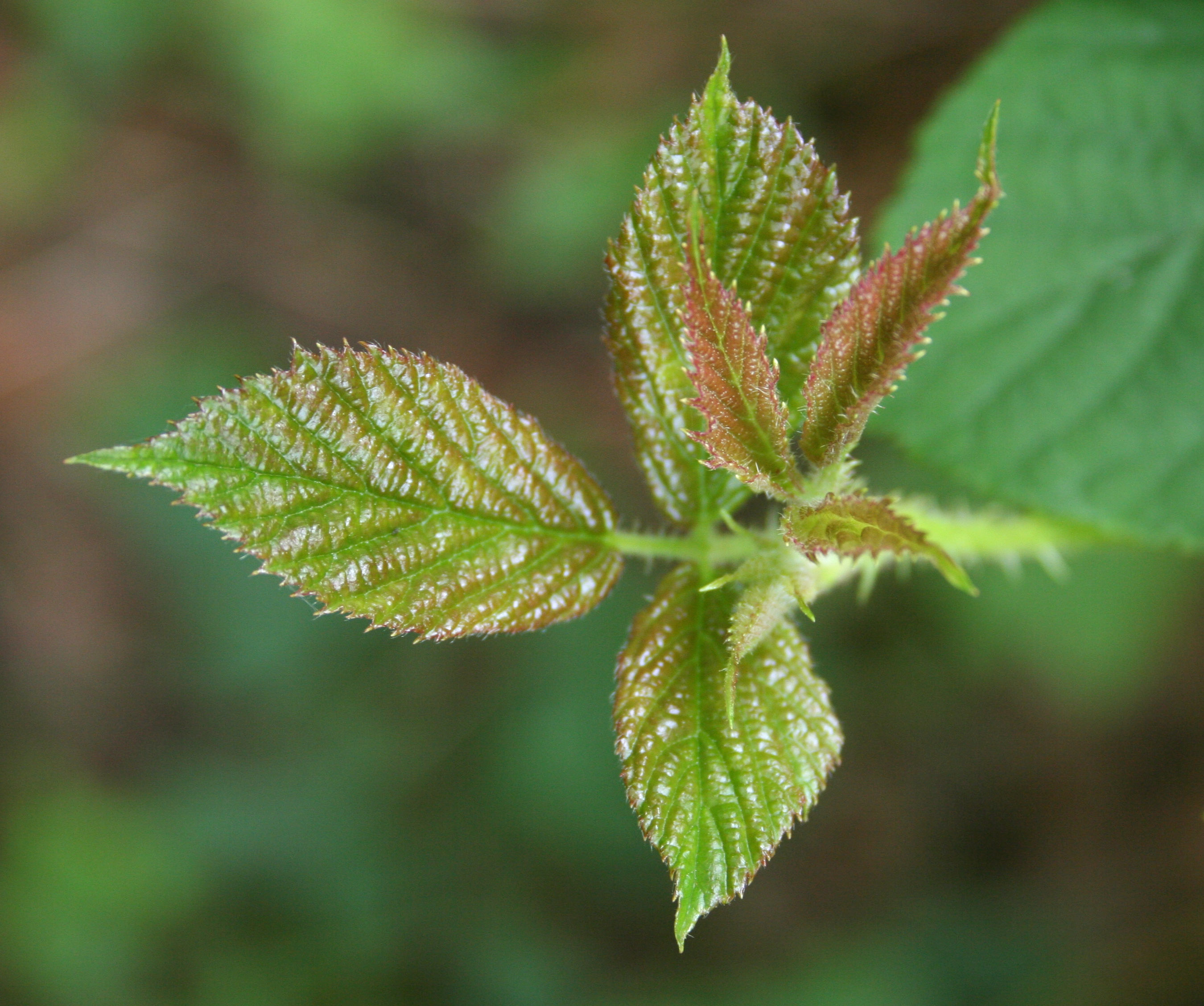
Foglie

L'epiteto specifico ulmifolius (dal latino ulmus, olmo e folia, foglia) deriva dalla similitudine con le foglie dell'albero Ulmus minor.

## Descrizione
Si presenta come arbusto perenne, sarmentoso con fusti aerei a sezione pentagonale lunghi anche oltre 6 metri, provvisti di spine arcuate.
È una semicaducifoglia; infatti, molte foglie permangono durante l'inverno.
Le foglie sono imparipennate, variabilmente costituite da 3 a 5 foglioline a margine seghettato di colore verde scuro, ellittiche o obovate e bruscamente acuminate, pagina superiore glabra e pagina inferiore tomentosa con peli bianchi e spine nella nervatura principale.
I fiori, bianchi o rosa, sono composti da cinque petali e cinque sepali. Sono raggruppati in racemi a formare infiorescenze di forma oblunga o piramidale. Il colore dei petali varia da esemplare a esemplare con dimensioni comprese tra i 10 e 15 mm. La fioritura compare al principio dell'estate, in giugno.
Il frutto commestibile, la mora, è composto da numerose piccole drupe, verdi al principio, poi rosse e infine nerastre a maturità, derivanti ognuna da carpelli separati ma facenti parte di uno stesso gineceo. In Italia il frutto è maturo in agosto e settembre; il gusto è variabile da dolce ad acidulo.
La moltiplicazione della pianta avviene per propaggine apicale o talea.

## Distribuzione e habitat

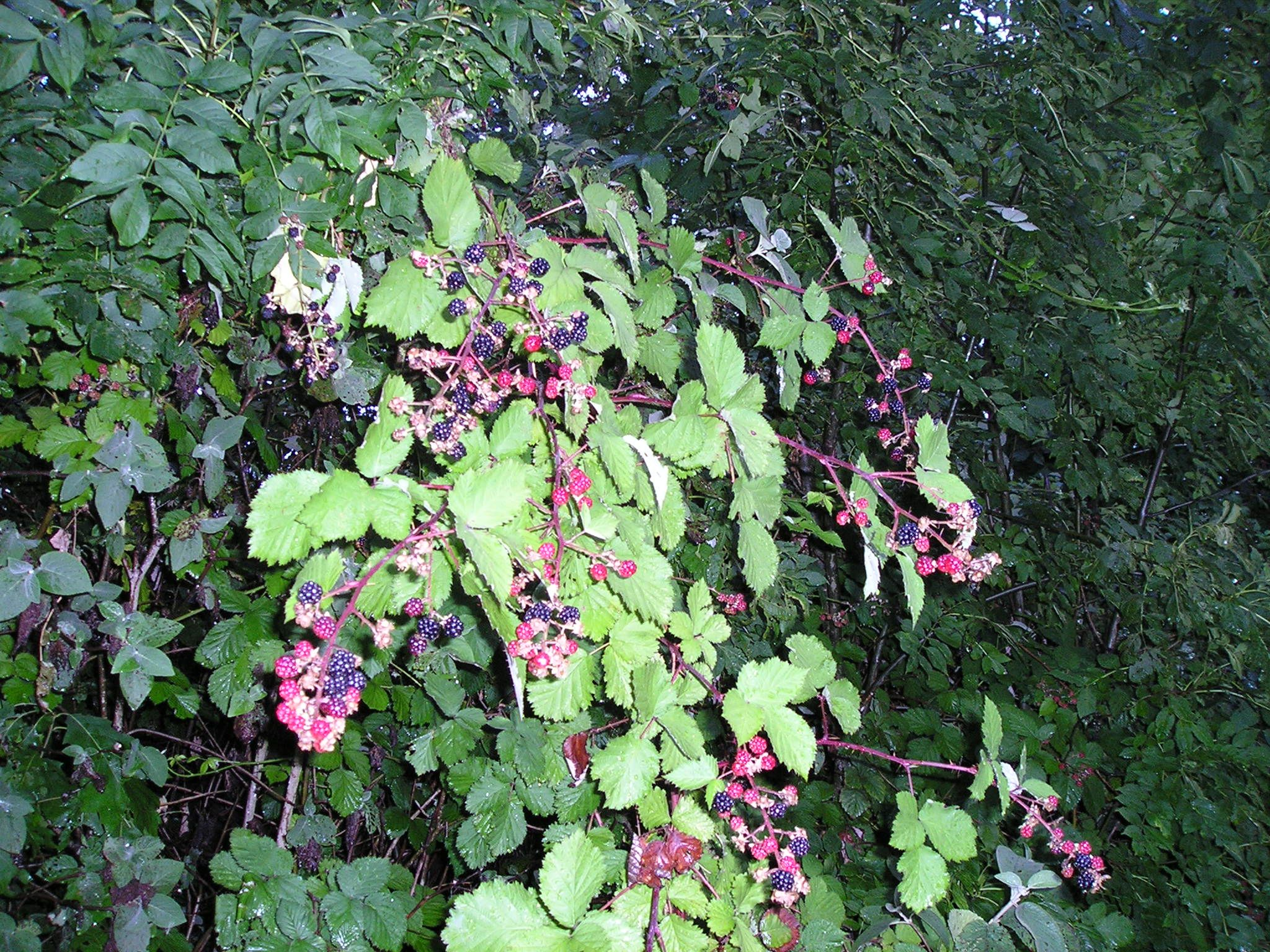
Rubus ulmifolius

Il suo areale comprende quasi tutta l'Europa, il Nordafrica e il medio Oriente. È stata introdotta anche in America e Oceania.
La pianta è indicativa di terreni profondi e leggermente umidi. La riproduzione è sessuale attraverso i semi contenuti nelle drupe, ma anche vegetativa attraverso l'interramento di rami che danno origine ad una pianta nuova.
È considerata una infestante in quanto tende a diffondersi rapidamente e si eradica con difficoltà. Né il taglio né l'incendio risultano efficaci. Anche gli erbicidi danno scarsi risultati. Poiché è una pianta eliofila, tollera poco l'ombra degli altri alberi, pertanto si riscontra nel mantello dei boschi e lungo i sentieri, nelle siepi e nelle macchie.
Spesso nei boschi i rovi formano delle vere barriere intransitabili. Specialmente in associazione con la vitalba, essi possono creare dei grovigli inestricabili spesso a danno della vegetazione arborea che viene in pratica aggredita e soffocata. Tali situazioni sono quasi sempre l'espressione di un degrado boschivo.

## Usi

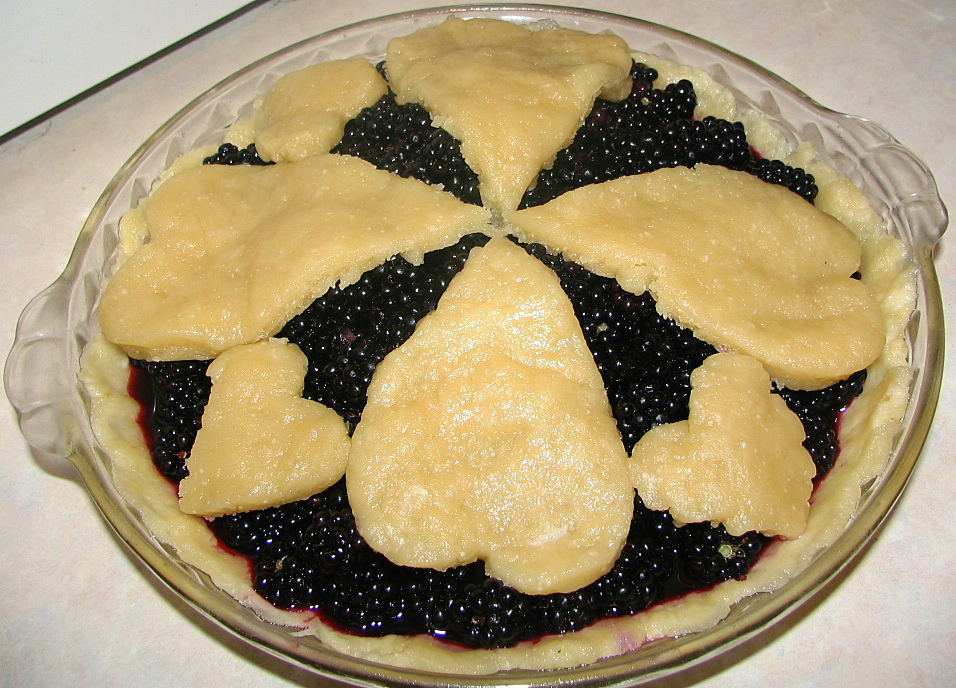
Torta di more

La pianta è utilizzata anche per delimitare proprietà e poderi, con funzioni principalmente difensive, sia per le numerose e robuste spine che ricoprono i rami, sia per il fitto e tenace intrico che essi formano, creando una barriera pressoché invalicabile.
Altre funzioni delle siepi di rovo sono nella fornitura di nettare per la produzione del miele anche monoflorale, in Spagna e Italia, e ancora nella associazione di specie antagoniste di parassiti delle colture (ad esempio le viticole), e nella formazione di corridoi ecologici per specie animali.
Il frutto, annoverato tra i cosiddetti frutti di bosco, ha discrete proprietà nutrizionali con marcata presenza di vitamine C e A. Cento grammi di more fresche contengono infatti 52 kcal, 0,7 g di proteine, 0,4 g di lipidi, 12,8 g di glucidi, 32 mg di calcio, 0,6 mg di ferro, 6,5 er (equivalente in retinolo) di vitamina A, 21 mg di vitamina C. Presenta indicazioni in erboristeria per le sue proprietà astringenti e lassative.
Si tratta di un frutto delicato, che mal si presta a lunghe conservazioni.
È commercializzato per scopi alimentari al naturale e come guarnizione di dolci, yogurt e gelati, oppure nella confezione di marmellate, gelatine, sciroppi, vino e acquavite (ratafià).
Nell'uso popolare, i giovani germogli, raccolti in primavera, sono ottimi lessati brevemente e consumati con olio, sale e limone, al pari di molte altre erbe selvatiche primaverili.
I germogli primaverili, colti quando il sole è alto, lavati e lasciati a macerare in una brocca di acqua fredda tutta la notte, producono una bevanda rinfrescante.

## Nutrienti

### Nutrienti nei frutti
Le more presentano un contenuto nutrizionale significativo in termini di fibra alimentare, vitamina C, vitamina K, acido folico - una vitamina B, e il minerale essenziale manganese, come mostra la seguente tabella.
| Nutrienti                          | Valori per 100 grammi | % Dose giornaliera |
| ---------------------------------- | --------------------- | ------------------ |
| Energia                            | 43 kcal               |                    |
| Fibre alimentari totali            | 5,3 g                 | 21%                |
| Zuccheri totali                    | 4,9 g                 |                    |
| Calcio, Ca                         | 29 mg                 | 3%                 |
| Magnesio, Mg                       | 20 mg                 | 5%                 |
| Manganese, Mn                      | 0,6 mg                | 32%                |
| Rame, Cu                           | 0,2 mg                | 8%                 |
| Potassio, K                        | 162 mg                | 5%                 |
| Sodio, Na                          | 1 mg                  | 0%                 |
| Vitamina C, acido ascorbico totale | 21 mg                 | 35%                |
| Vitamina A, IU                     | 214 IU                | 4%                 |
| Vitamina K, µg                     | 20 µg                 | 25%                |
| Acido folico, µg                   | 36 µg                 | 9%                 |
| Carotene, beta                     | 128 µg                | ne                 |
| Luteina + zeaxantina               | 118 µg                | ne                 |

ne: Dose giornaliera non fissata

### Nutrienti nei semi
Le more rappresentano un'eccezione tra le altre bacche della specie Rubus per via dei semi grandi e numerosi, non sempre apprezzati dai consumatori. Essi contengono grandi quantità di acidi grassi omega-3 (acido alfalinolenico) e omega-6 (acido linoleico), proteine, fibra alimentare, carotenoidi, ellagitannini e acido ellagico.

## Farmacognosia
Dalla parte aerea di Rubus ulmifolius sono stati isolati 3 nuovi antroni: rubantrone A, B e C. Il rubantrone A ha mostrato di possedere attività antimicrobica verso Staphylococcus aureus.